# オスタンキノ・タワー
オスタンキノ・タワー（ロシア語: Останкинская телебашня, 英語: Ostankino Tower）は、ロシアのモスクワにある高さ540 mのテレビ、ラジオ塔である。

## 概要
ソビエト連邦時代の1963年から建設が開始され、1967年に完工した。2000年8月27日に火災が発生しその後閉鎖されていたが、2004年に復旧された。世界大タワー連盟に加盟している。
CNタワーがカナダのトロントに建設されるまでの10年間は世界一高い自立式建造物であった。2010年にブルジュ・ハリファ (828 m) が完成するまでは、完成した自立式建造物としては43年間、ユーラシア大陸一高い建造物だった。2012年5月現在、自立式タワーとしては世界第4位の高さである（世界一高い自立式タワーである東京スカイツリーは634 mである）。
1963年3月22日に建設が承認され、起工式典は1964年4月22日に行なわれた。1967年11月5日に最初の工事が終了。建設は1968年12月26日まで続いた。ホームページでは建設は54ヶ月続いたと記載されている。
塔の高さは540メートル。当初の高さは533メートルだったが後に旗笠（ポール）が建て増しされて国旗がなびいていた。現在、掲揚はされていない。
土台を含めた塔の総重量は51400トン。建物の下部は円錐状で基礎固めされ、10台の支柱で支えられている。最大設計風速が起こった場合の塔の頂上の理論上の揺れは約12メートル。テレビ信号の確実な受信半径は110 - 120キロメートルである。
展望台は337メートル。東京タワーの大展望台、東京スカイツリーの天望デッキ、CNタワー同様に床の一部がガラス張りで真下が見えるようになっている。また、展望台上よりパラグライダーで降下することが可能である。
塔は多目的に使用されており、テレビジョン、ラジオ（FM、中波）の放送を行なうだけでなく、携帯電話や無線呼び出し（ポケットベル）、無線通信の中継等、様々な用途の電波の送受信も行なっている。また、高層気象ステーションや雷雨状況を調査する施設もある。
公式サイトでは地上 0, 85, 128, 201, 253, 305, 385, 503メートルの風向、風速、温度などの情報や、地上 85, 150, 253, 323メートルからのカメラ画像をweb配信している。
1969年にオープンした回転レストラン「シジモエ・ニェーボ」（7番目の空）は、地上から328メートル、331メートル、そして334メートルにある。このレストランは後述の2000年の火災により10年以上閉鎖していたが、2016年11月に再開され、回転機能も復元された。
2015年11月、パリ同時多発テロ事件への抗議と哀悼としてトリコロールの3色にライトアップした。

## 火災事故
2000年8月27日に火災が発生し、翌日に鎮火。エレベーター昇降が破壊され、電力調達と換気機能、空調システム、熱と水供給システム、通信及び信号系統が損傷した。
原因は設備の老朽化によるものであり、3人が死亡した。

## ギャラリー

展望台からのパノラマ

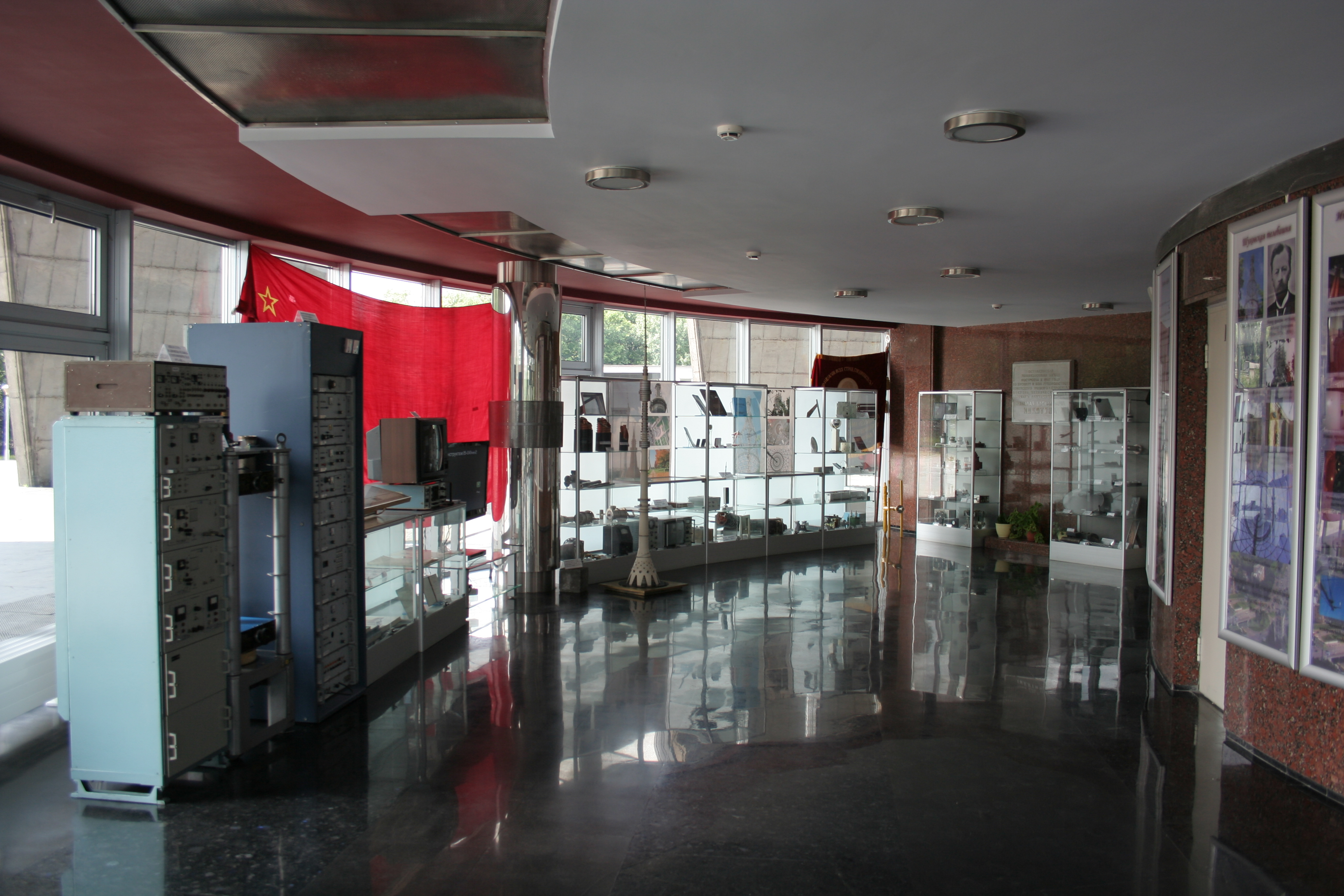
1階の展示ホール
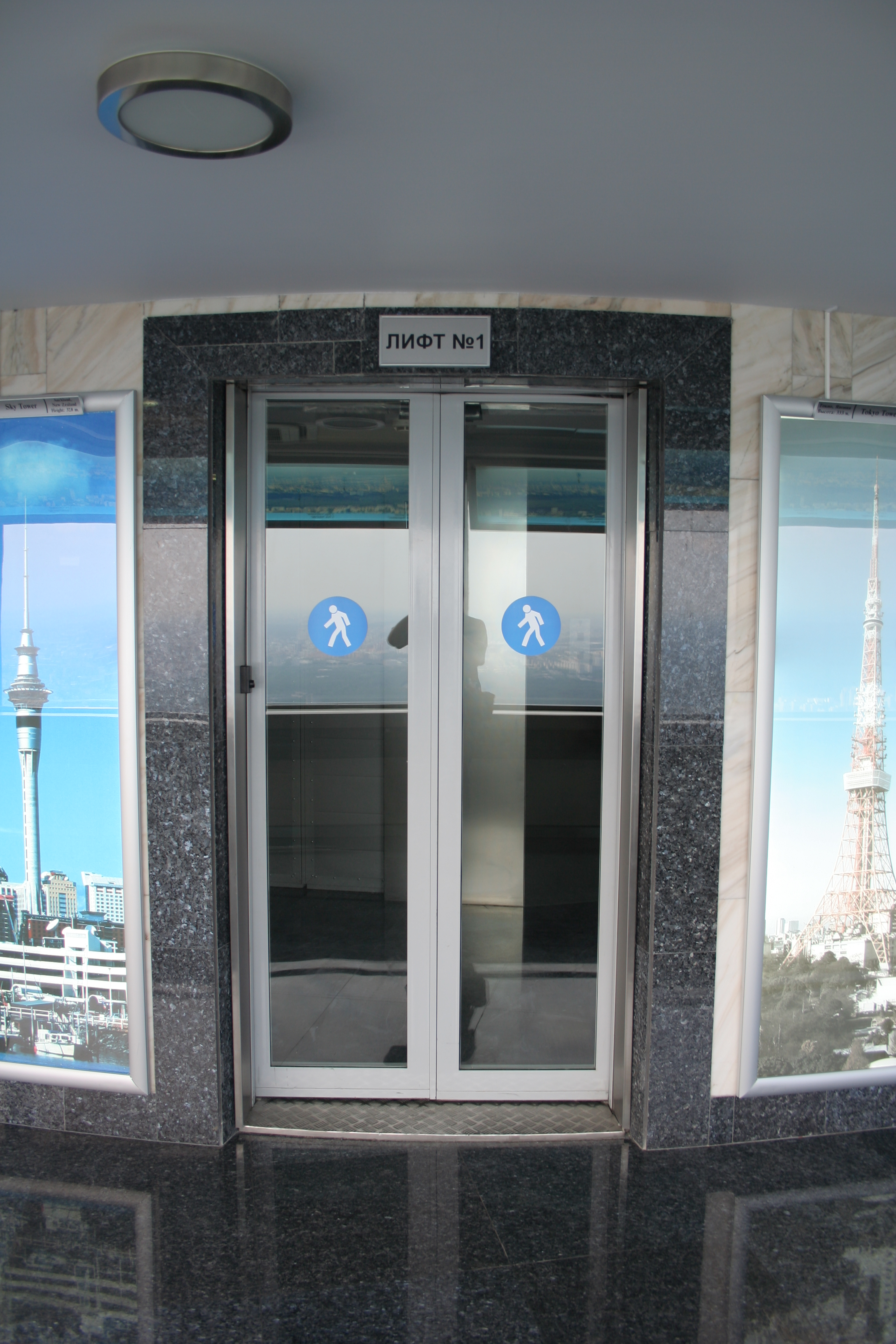
エレベータ右手には東京タワーの写真
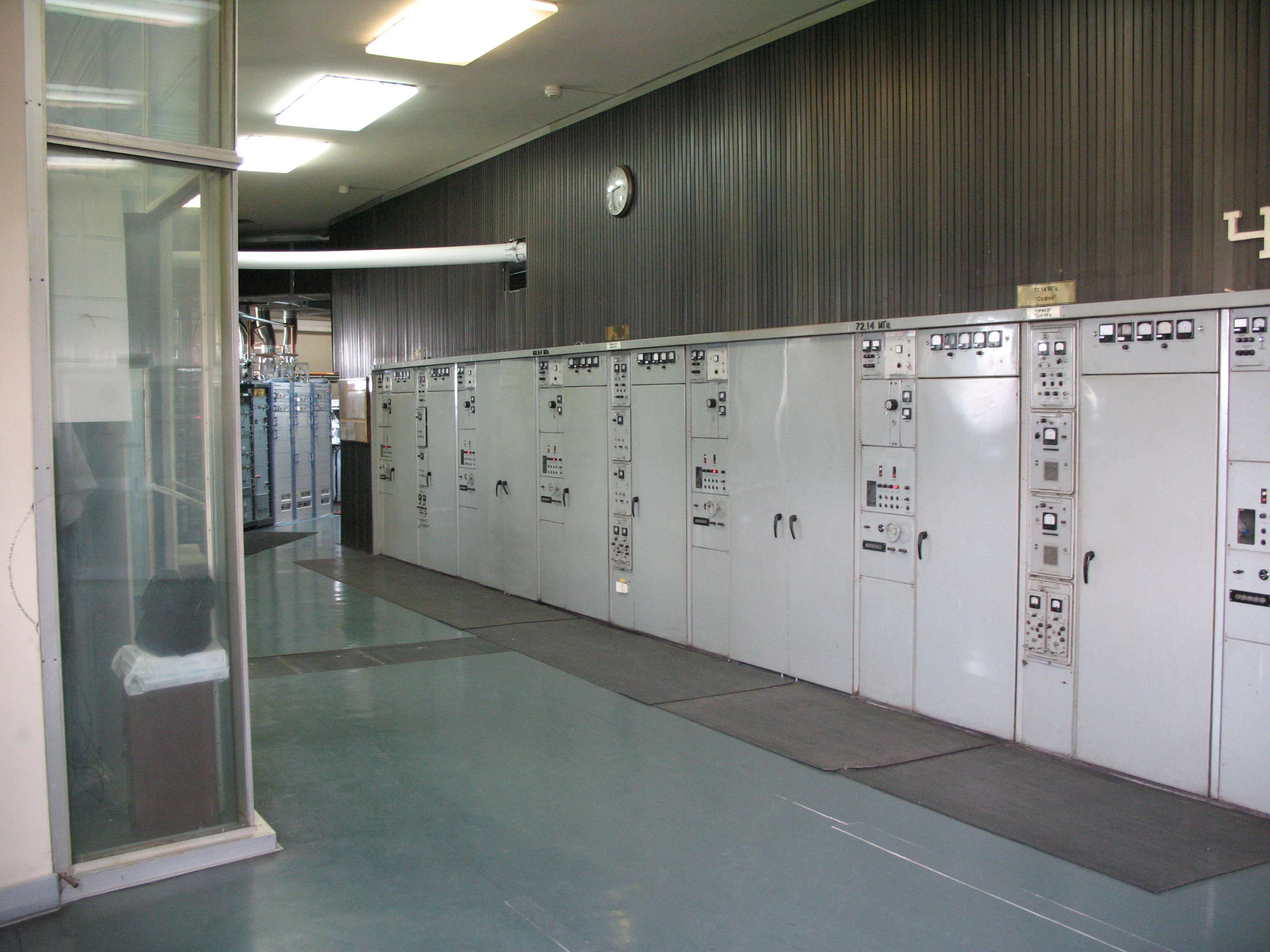
送信施設
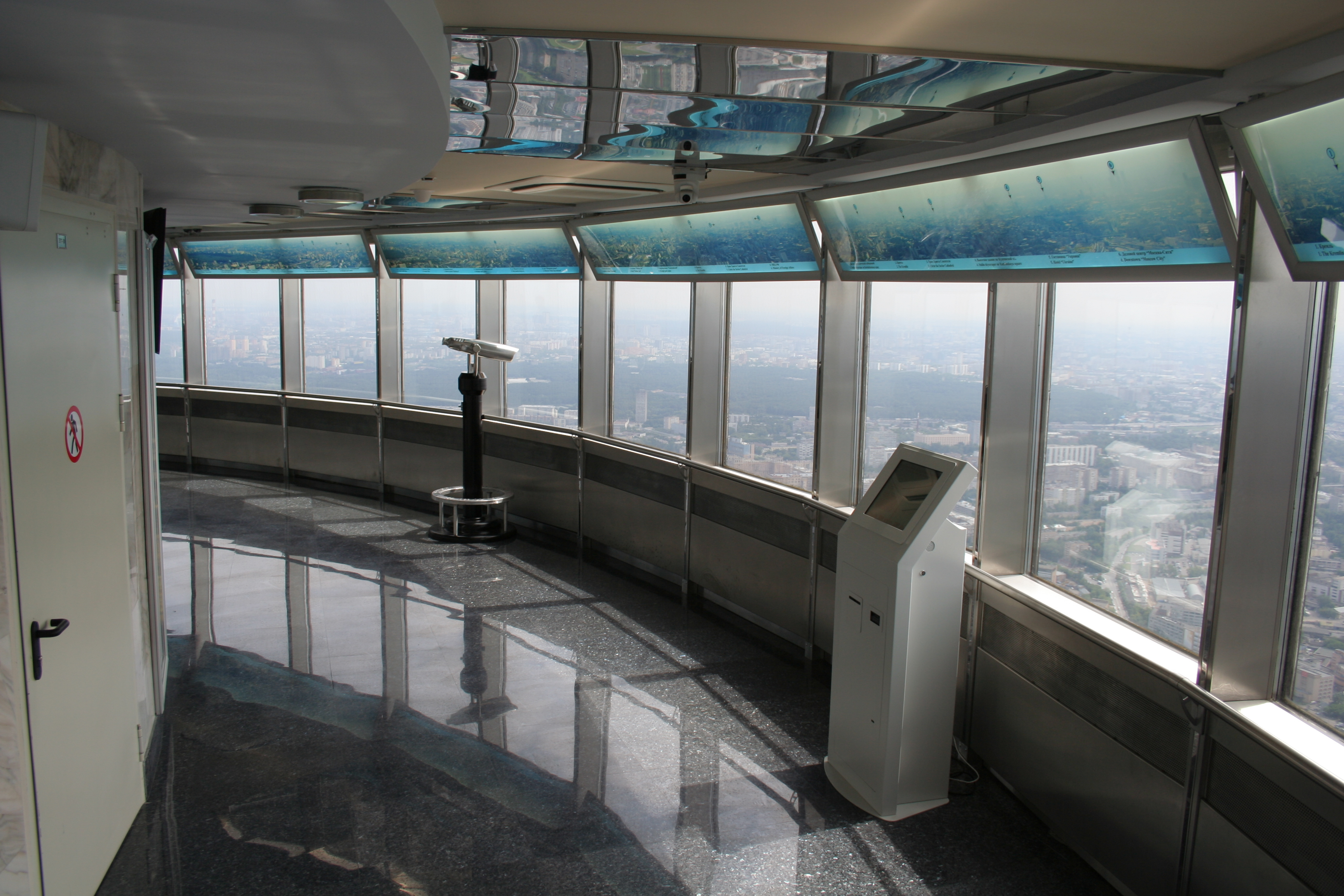
展望台
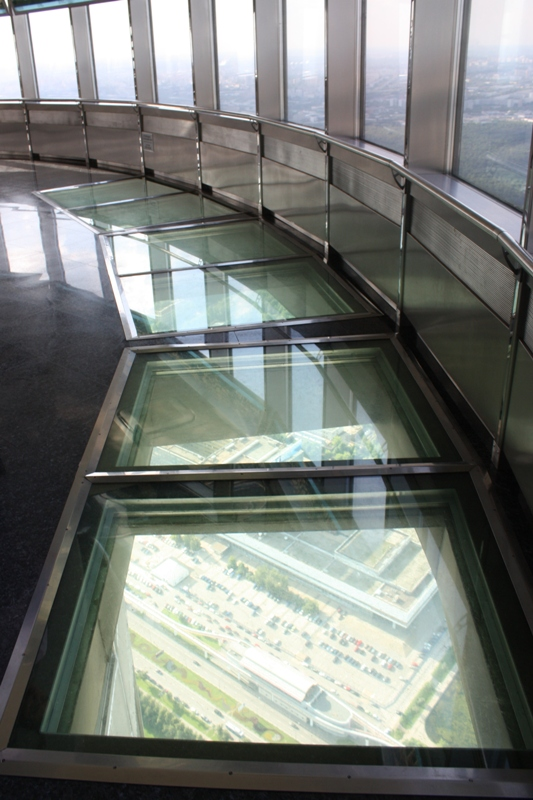
展望台にあるガラスの床
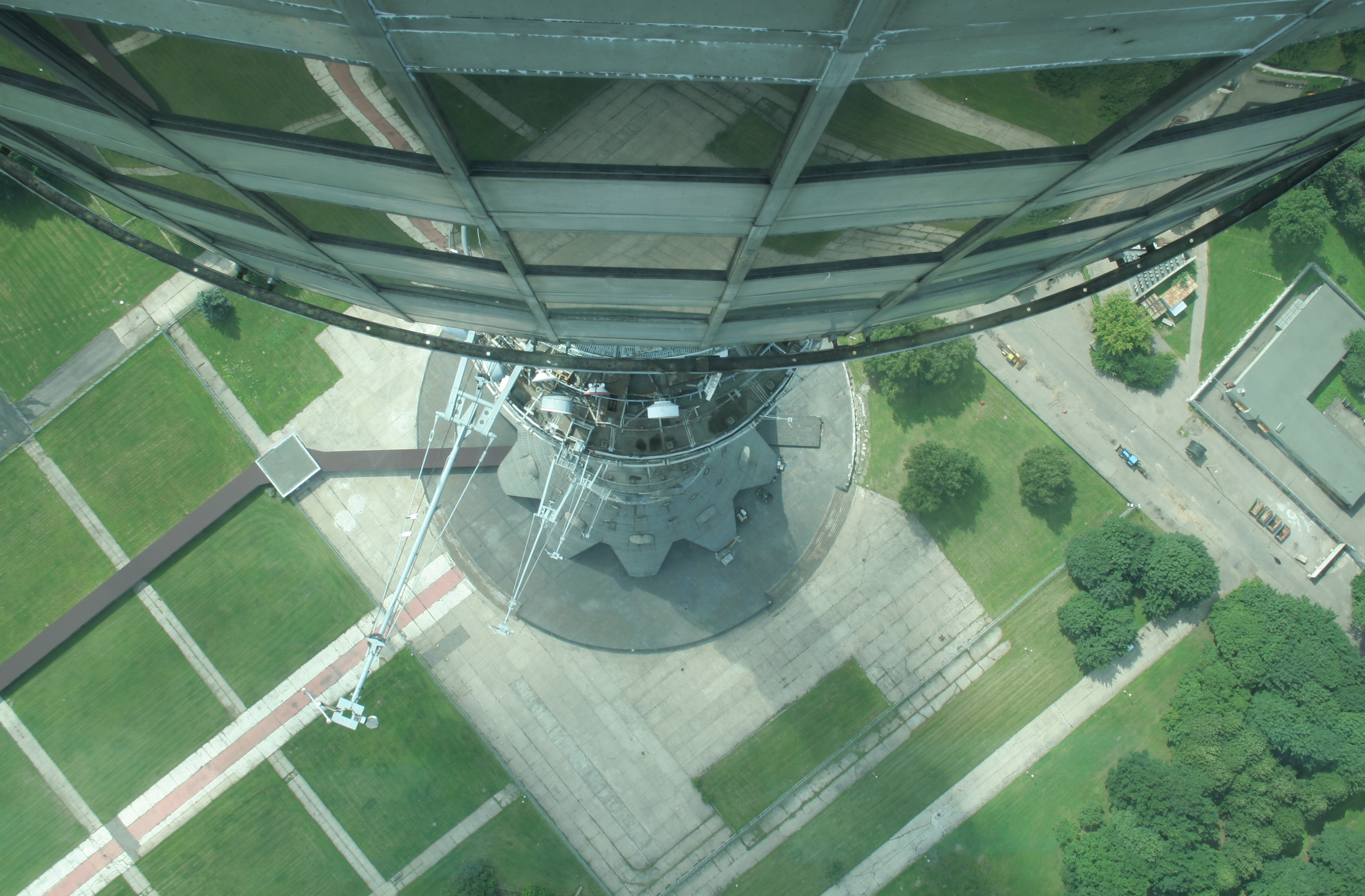
ガラスの床からの眺め
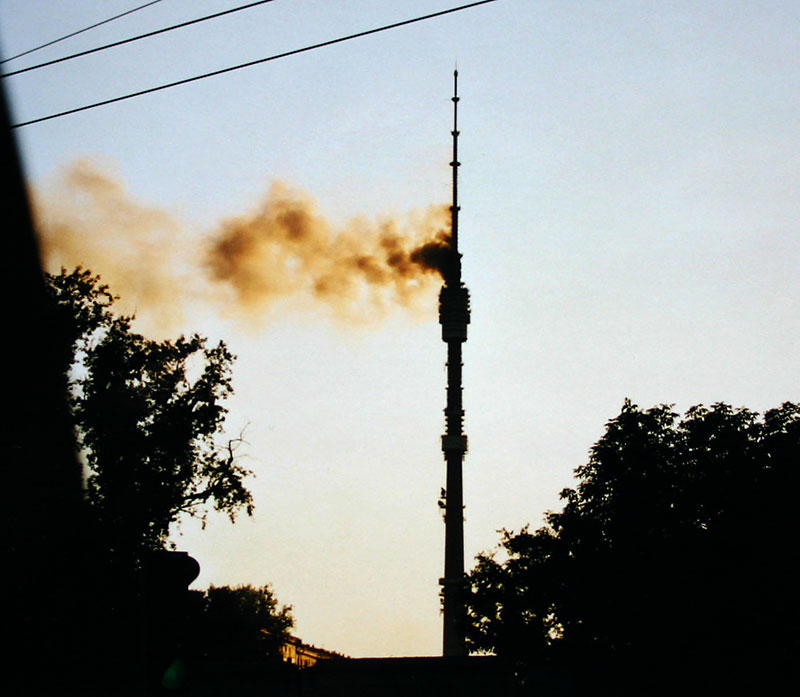
2000年の火災